# Wojciech Weiss
Wojciech Weiss (n. 4 mai 1875, Leorda, Bucovina – d. 7 decembrie 1950, Cracovia) a fost un pictor și desenator polonez care a făcut parte din mișcarea Tânăra Polonie.  Weiss s-a născut într-o familie de polonezi bucovineni formată din Stanisław Weiss și Maria Kopaczyńska. El a renunțat la cariera de muzicolog pentru a studia pictura la Academia de Arte Frumoase din Cracovia avândul ca profesor pe Leon Wyczółkowski. Wojciech Weiss a pictat, inițial, tablouri cu tematică istorică și mitologică, trecând mai apoi sub influența expresionismului insuflat de către Stanisław Przybyszewski. Weiss a devenit, mai târziu, membru al Secesiunii vieneze. Spre sfârșitul vieții, Weiss a adus contribuții importante, prin o serie de picturi, la realismul socialist polonez. De asemenea el a fost printre primii designeri polonezi de afișe în stilul Art Nouveau.

## Studii, carieră
Wojciech Weiss a studiat la Școala de Arte Frumoase din Cracovia, după care a aprofundat pictura la Paris, Roma și Florența. Din anul 1907, el a îndeplinit funcția de profesor al Academiei de Arte Frumoase Jan Matejko. În funcție de locurile pe unde a stat, acesta a pictat o serie de peisaje (Strzyżowa, Plassow și Kalwaria Zebrzydowska) precum și nuduri și portrete. Puternice influențe, Weiss le-a avut din partea lui Edvard Munch, Jacek Malczewski și Stanisław Przybyszewski. Cel din urmă a apreciat longevitatea artistică a lui Weiss precum și meritele și recunoașterea acestuia în Polonia și peste hotare. În anul 1936 a fost distins cu medalia de aur Wawrzyn Akademicki a Academiei Poloneze de Litere pentru contribuția sa remarcabilă la arta poloneză, în general.
Pasiunea lui Wojciech Weiss a fost fotografia, colecția sa cuprinzând sute de fotografii de familie de la începutul secolului al XX-lea.

## Comemorări
După moartea sa, soția sa, Irene Weissowa (pseudonim. Aneri) și fiul său Stanislaw au făcut eforturi pentru a crea la Cracovia un muzeu Wojciech Weiss sau o galerie aparte în cadrul Muzeului Național. Ambele proiect din diferite motive, nu au fost realizate. În 2006, nepoata artistului a înființat "Fundația pentru Muzeul Weiss" în vederea înfăptuirii dezideratului nerealizat a lui Stanislaw și Irene.

## Opera
- „Altana”, 1903, ulei pe pânză, 96,5 x 146,5 cm, Muzeul National din Cracovia
- „Autoportret cu măști”, 1900, ulei pe pânză, 91 x 73 cm, Muzeul Național din Cracovia
- „Demon (cafenea)”, 1904, ulei pe panza. 66,5 x 96 cm,  Muzeul Național din Cracovia
- „Pictor si model”, 1911, ulei pe pânză, 151 x 80 cm, Muzeul District în Toruń
- „Manifest”, 1950, ulei pe pânză, 190 x 136 cm, Muzeul Național din Varșovia
- „Melancolic (Totenmesse)”, 1898, ulei pe pânză, 128 x 65,5 cm, Muzeul Național din Cracovia
- „Modelul”, circa 1911, ulei pe pânză, 80 x 62 cm, Galeria de Arta Lviv
- „Ulise, subterane în Hades”, 1895, ulei pe pânză, 66 x 96 cm, Muzeul Literaturii. Institutul Adam Mickiewicz din Varșovia
- „Posesia”, 1899-1900, ulei pe pânză, 100 x 185 cm, Muzeul Literaturii din Varșovia
- „Peisaj din Kalwaria Zebrzydowska”, 1936, ulei pe pânză, 46 x 65 cm, Muzeul Național din Varșovia
- „Sărut în iarbă”, circa 1900, ulei pe pânză, 45 x 74 cm, Muzeul Național de la Poznan
- „Portret Przybyszewska Dagny Juel”, 1899, pastel pe hârtie, 49,5 x 60 cm, Muzeul Literaturii. Institutul Adam Mickiewicz din Varșovia
- „Portret”, 1947, ulei pe pânză, 78 x 78 cm, Muzeul Național din Gdansk
- „Apus de soare”, circa 1902, ulei pe panza. 60,5 x 81 cm, Muzeul Național din Poznan
- „Temeri”, 1905, ulei pe pânză, 95 x 145 cm, Muzeul Național din Cracovia (depozit)
- „Student”, 1897, ulei pe pânză, 96 x 64 cm, Wawel Royal Castle
- „Schiță pentru auto-portret cu mere”, 1897, acuarelă pe hârtie, 31,7 x 45 cm, Muzeul Literaturii. Institutul Adam Mickiewicz din Varșovia
- „Dansul”, 1899, ulei pe pânză, 65 x 97 cm, familia artistului
- „Venus”, 1916, ulei pe pânză, 79 x 101 cm, Muzeul Național din Varșovia
- „Vedere de la fereastra”, 1927-1939, ulei pe pânză, 44 x 30 cm, Muzeul National din Wroclaw
- „Primăvara”, 1898, ulei pe pânză, 96,5 x 65,5 cm, Muzeul Național din Varșovia
- „Întristat”, 1898, ulei pe pânză, 70,5 x 50 cm, Muzeul Național de la Poznan
- „Soția artistului în grădină”, 1916, ulei pe pânză, 80 x 63 cm, Muzeul Național din Varșovia